# Юсифов Юсиф Ніфталі огли
Юсиф Ніфталі огли Юсифов (20 жовтня 1906, село Мусакей Казахського повіту Єлизаветпольської губернії, тепер село Ханлиглар Ґазахського району, Азербайджан — 14 червня 1995, місто Баку, Азербайджан) — азербайджанський радянський діяч, історик, 1-й секретар Нахічеванського обласного комітету КП(б) Азербайджану, голова Верховної ради Азербайджанської РСР. Депутат Верховної ради Азербайджанської РСР. Депутат Верховної ради СРСР 3-го скликання. Кандидат історичних наук (1954), доцент (1956), доктор історичних наук (1972), професор.

## Життєпис
Народився в селянській родині. До 1918 року навчався в Тифліській класичній чоловічій гімназії. З 1920 по 1926 рік навчався в Казахському педагогічному училищі Азербайджанської РСР.
У серпні 1926 — квітні 1927 року — вчитель початкових класів села Абдуррахманли Карягінського району Азербайджанської РСР.
З квітня по жовтень 1927 року — слухач курсів перепідготовки вчителів у місті Куба.
У жовтні 1927 — вересні 1931 року — директор школи села Гечехмадлі Азербайджанської РСР.
У вересні 1931 — вересні 1932 року — завідувач районного відділу народної освіти Азербайджанської РСР.
Член ВКП(б) з 1932 року.
У вересні 1932 — лютому 1933 року — аспірант Азербайджанського науково-дослідного інституту в Баку.
У 1933 — лютому 1934 року — завідувач відділу партійної пропаганди Агдамського районного комітету КП(б) Азербайджану.
З лютого по вересень 1934 року — інструктор, завідувач відділу Шамхорського районного комітету КП(б) Азербайджану.
У вересні 1934 — травні 1938 року — редактор газети «Ленин ёлу» («Ленінський шлях», місто Агдам Азербайджанської РСР).
У 1938—1940 роках — науковий співробітник Азербайджанського науково-дослідного інституту в Баку, слухач вечірнього відділення Інституту марксизму-ленінізму при ЦК КП(б) Азербайджану.
У 1939 — січні 1941 року — заступник завідувача відділу пропаганди та агітації Бакинського міського комітету КП(б) Азербайджану.
У січні — вересні 1941 року — 1-й секретар Кишлінського районного комітету КП(б) Азербайджану міста Баку.
У вересні 1941 — січні 1948 року — 1-й секретар Агдамського районного комітету КП(б) Азербайджану.
У 1942 році вступив на заочне відділення історичного факультету Азербайджанського педагогічного інституту і закінчив його в 1947 році.
Одночасно в 1944—1948 викладав марксизм-ленінізм у дворічному учительському інституті в Агдамі.
22 березня 1947 — 26 березня 1951 року — голова Верховної ради Азербайджанської РСР.
У січні 1948 — травні 1951 року — 1-й секретар Нахічеванського обласного комітету КП(б) Азербайджану.
У 1951—1952 роках — заступник завідувача відділу ЦК КП(б) Азербайджану в Баку.
У лютому 1952 — 1977 року — викладач історії КПРС, доцент, професор кафедри маркизму-ленінізму Азербайджанського державного університету імені Кірова.
Одночасно з 1961 року — заступник декана історичного факультету, потім до 1964 року працював деканом заочного відділення історичного факультету. У 1964—1973 роках — декан факультету історії КПРС (історичного факультету) Азербайджанського державного університету імені Кірова.
Помер 14 червня 1995 року в місті Баку.

## Нагороди
- два ордени Леніна (1943, 1949)
- орден Вітчизняної війни І ст. (1945)
- медаль «За оборону Кавказу» (1944)
- медаль «За доблесну працю у Великій Вітчизняній війні 1941—1945 рр.» (1945)
- медалі